# Flughafen Niuatoputapu

i7
i11
i13
Der Flughafen Niuatoputapu (englisch Mataʻaho Airport, IATA-Code: NTT, ICAO-Code: NFTP) ist einer von zwei Flughäfen der Inselgruppe Ongo Niua im Königreich Tonga. Er befindet sich auf der Insel Niuatoputapu, rund drei Kilometer südlich des Hauptortes Hihifo.
Als Start- und Landebahn dient eine parallel zur Südwestküste der Insel verlaufende unbefeuerte Graspiste mit einer Länge von 1085 Metern. Der Flughafen ist montags bis samstags geöffnet und darf ausschließlich bei Tageslicht für zuvor genehmigte Flüge genutzt werden. Zwischen Küste und Landebahn befindet sich ein kleines Abfertigungsgebäude. Weitere Einrichtungen sind nicht vorhanden.
Der Flughafen wird durch Real Tonga Airlines mit dem Flughafen Lupepauʻu  auf Vavaʻu und dem Flughafen Fuaʻamotu auf Tongatapu verbunden (Stand November 2019).